# Illinois Holocaust Museum and Education Center

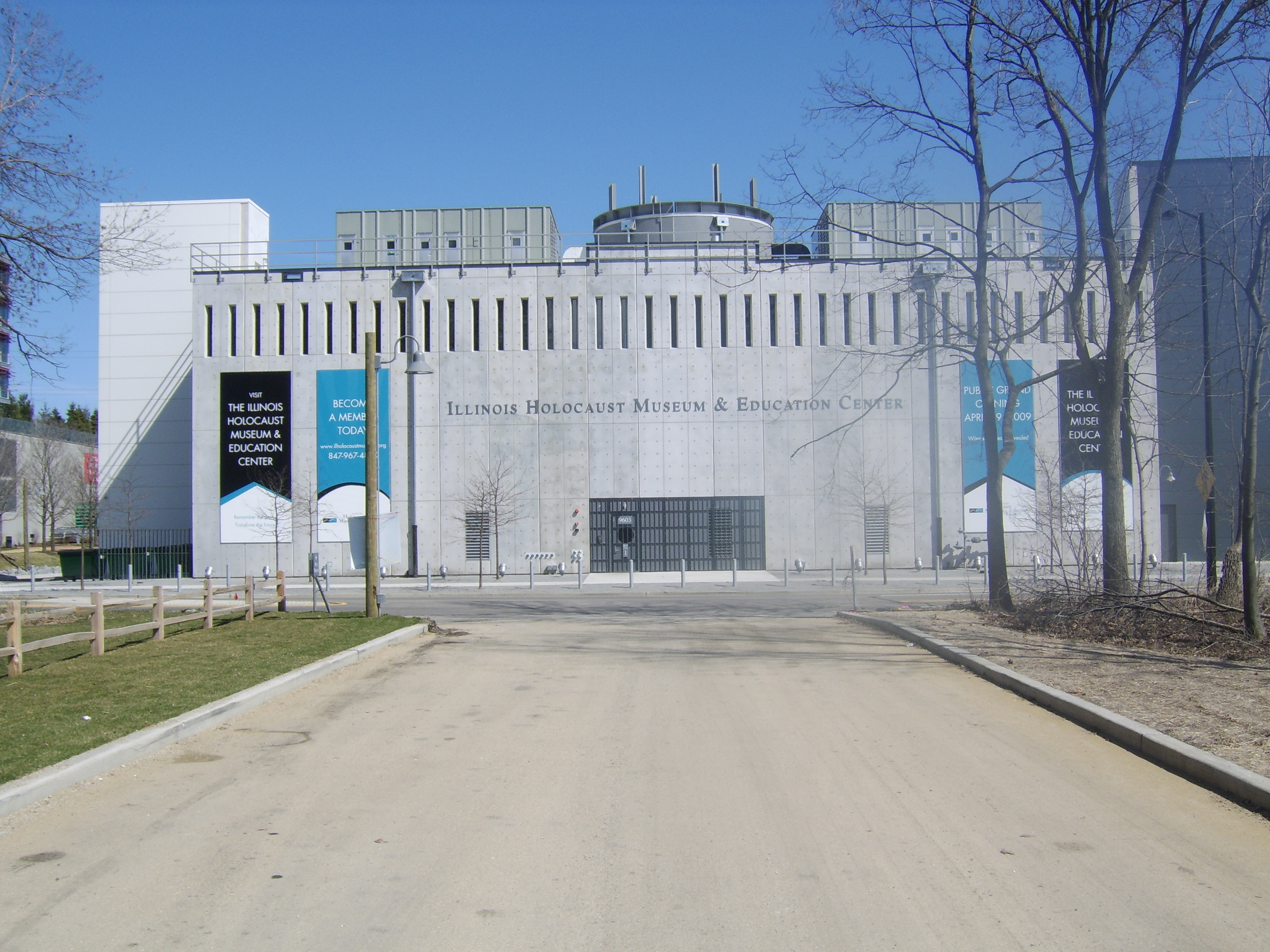
Illinois Holocaust Museum and Education Center (Foto: 2009)

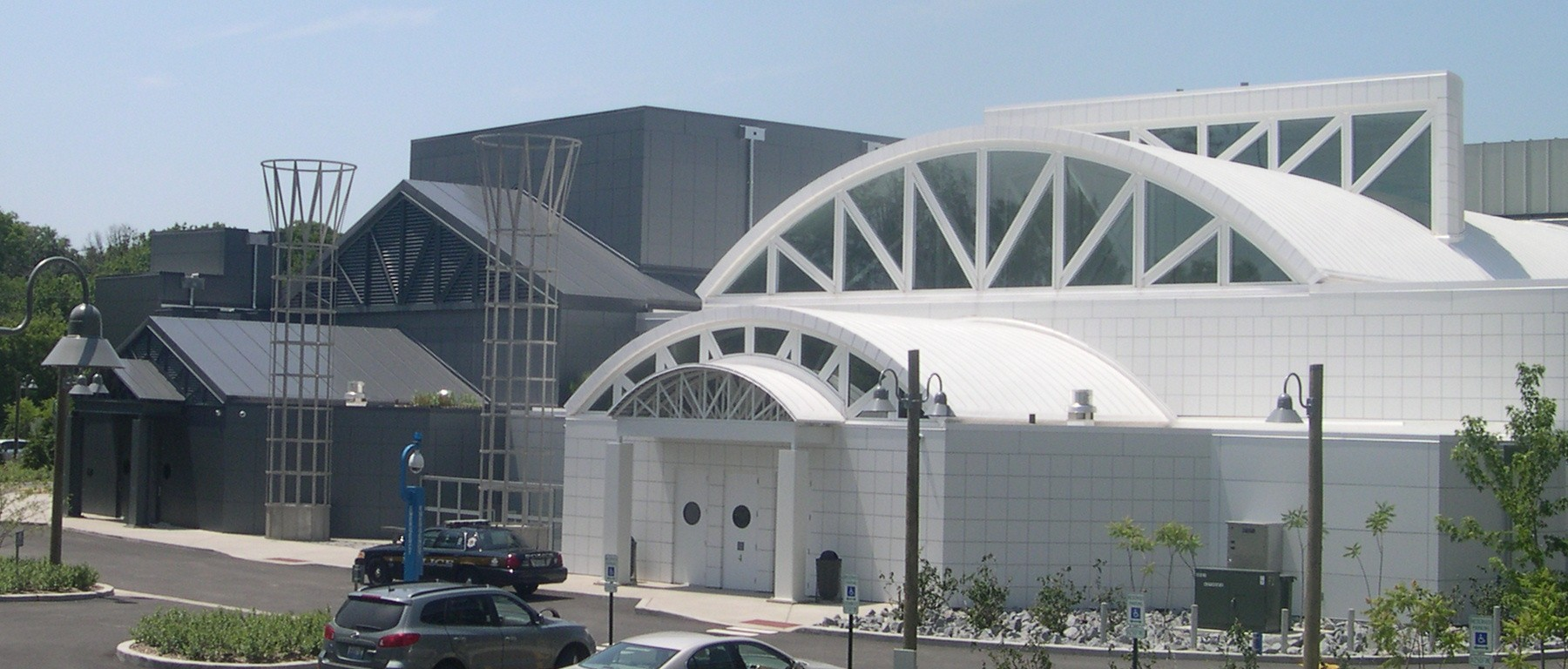
Ansicht von Nordosten

Das Illinois Holocaust Museum and Education Center in Skokie, Illinois, ist die wichtigste Holocaust-Gedenk- und Bildungsstätte im Mittleren Westen der USA. Der Architekt war Stanley Tigerman.
Die initialen Kosten beliefen sich auf 45 Millionen US-Dollar. Auf der Museumsfläche, welche sich über 20.000 Quadratmeter ausdehnt, befinden sich einige hundert Ausstellungsstücke über den Holocaust. Das Museum verfügt über etwa 2000 Filmzeugnisse von Überlebenden des Holocaust und von anderen Völkermorden.

## Geschichte
Im Jahr 1981 begann die Holocaust Memorial Foundation of Illinois, der Träger, mit der Tätigkeit in einem kleinen Geschäftslokal. Die Gründung der Stiftung und die Eröffnung dieses ersten bescheidenen Museums geschahen als Reaktion auf die Ankündigung von Neonazigruppen, durch Skokie – den Wohnort vieler Holocaustüberlebender – zu marschieren.
Am 19. April 2009 wurde das neue, wesentlich größere Museum in Anwesenheit des ehemaligen US-Präsidenten Bill Clinton und mit dem Ehrengast Elie Wiesel feierlich eröffnet. Barack Obama, US-Präsident, und Shimon Peres, israelischer Präsident, beteiligten sich mittels Videobotschaften an den Feierlichkeiten.
Freiwillige der Organisation Aktion Sühnezeichen Friedensdienste und österreichische Gedenkdiener (seit 2009) arbeiten in der Einrichtung mit.